# Масаки Кобаяши
Масаки Кобаяши (на японски: 小林 正樹) е японски режисьор и сценарист.

## Биография
Роден е на 14 февруари 1916 година в Отару в семейството на чиновник, негова братовчедка е актрисата и режисьорка Кинуйо Танака. Завършва Университета „Васеда“ в Токио и през 1941 година започва работа в киностудиото „Шочику“, но скоро е мобилизиран заради Втората световна война, когато служи в Манджурия и Рюкю и прекарва година като военнопленник. След войната се връща в „Шочику“ като асистент-режисьор, а от 1952 година режисира собствени филми. Придобива известност с мащабната военна трилогия „Човешкото състояние“ (人間の條件, 1959 – 1961), последвана от международни успехи с „Харакири“ (切腹, 1962) и „Призрачни истории“ (怪談, 1965).
Масаки Кобаяши умира от инфаркт на миокарда на 4 октомври 1996 година в Токио.

## Избрана филмография
- „Не по-голяма любов“ (1959)
- „Път към вечността“ (1959)
- „Молитвата на един войник“ (1961)
- „からみ合い“ (1962)
- „Харакири“ (切腹, 1962)
- „Призрачни истории“ (怪談, 1965)
- „いのちぼうにふろう“ (1971)